# Brachay
Brachay est une commune française située dans le département de la Haute-Marne, en région Grand Est.

## Géographie
La commune est traversée au sud par le Blaiseron, rivière d'une longueur de 20 km, affluent de la Blaise.

### Hydrographie
La commune est dans la région hydrographique « la Seine de sa source au confluent de l'Oise (exclu) » au sein du bassin Seine-Normandie. Elle est drainée par le Blaiseron et le cours d'eau 01 de Brachay,.
Le Blaiseron, d'une longueur de 20 km, prend sa source dans la commune de Ambonville et se jette  dans la Blaise à Courcelles-sur-Blaise, après avoir traversé huit communes.

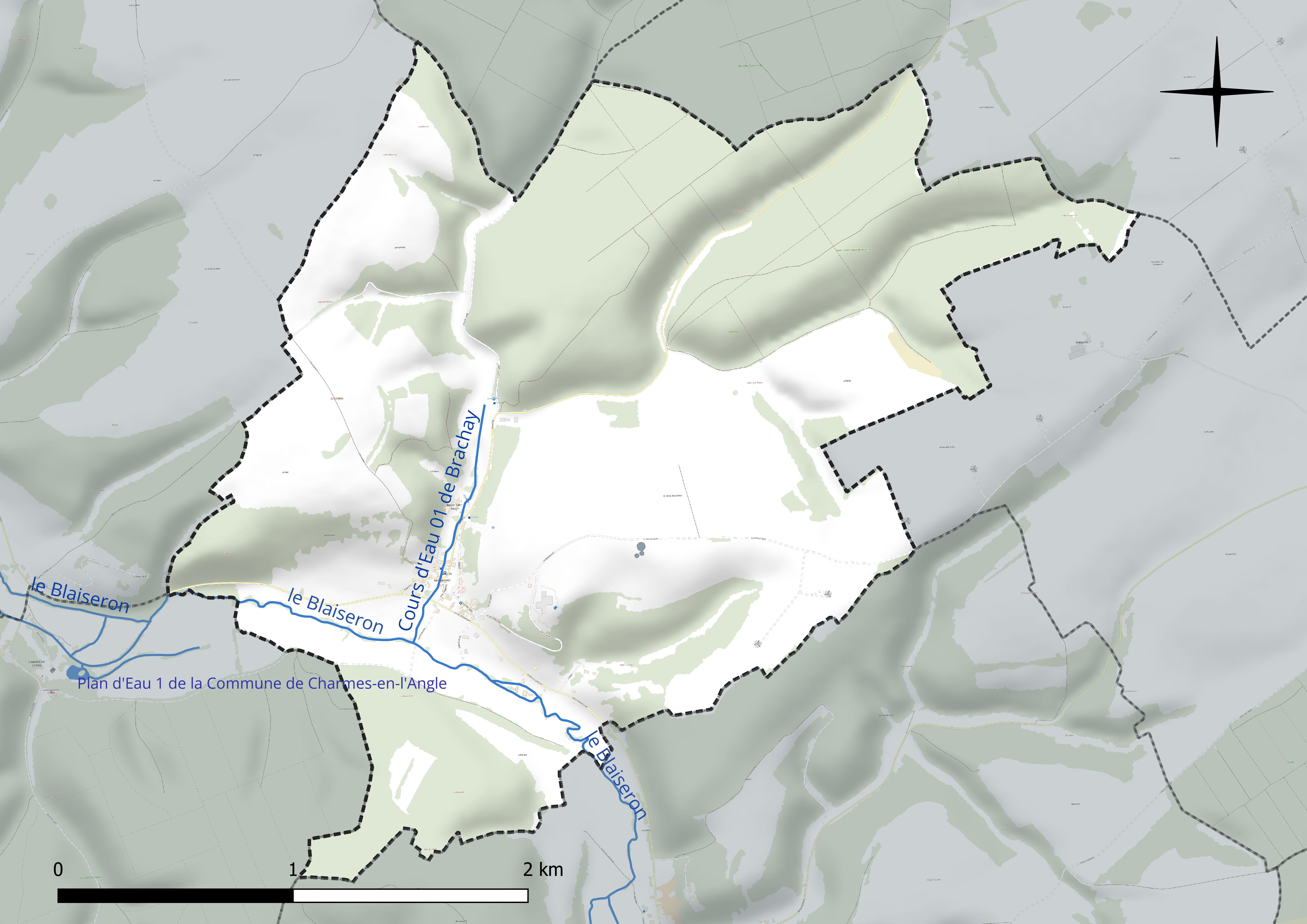
Réseau hydrographique de Brachay.

### Climat
Pour des articles plus généraux, voir Climat du Grand Est et Climat de la Haute-Marne.
En 2010, le climat de la commune est de type climat de montagne, selon une étude du Centre national de la recherche scientifique s'appuyant sur une série de données couvrant la période 1971-2000. En 2020, Météo-France publie une typologie des climats de la France métropolitaine dans laquelle la commune est exposée à un climat océanique altéré et est dans la région climatique Lorraine, plateau de Langres, Morvan, caractérisée par un hiver rude (1,5 °C), des vents modérés et des brouillards fréquents en automne et hiver.
Pour la période 1971-2000, la température annuelle moyenne est de 9,9 °C, avec une amplitude thermique annuelle de 16,2 °C. Le cumul annuel moyen de précipitations est de 1 026 mm, avec 13,6 jours de précipitations en janvier et 9,5 jours en juillet. Pour la période 1991-2020, la température moyenne annuelle observée sur la station météorologique de Météo-France la plus proche, « Blécourt », sur la commune de Blécourt à 4 km à vol d'oiseau, est de 10,8 °C et le cumul annuel moyen de précipitations est de 879,6 mm. 
La température maximale relevée sur cette station est de 40,2 °C, atteinte le 25 juillet 2019 ; la température minimale est de −18 °C, atteinte le 20 décembre 2009,,.
Les paramètres climatiques de la commune ont été estimés pour le milieu du siècle (2041-2070) selon différents scénarios d'émission de gaz à effet de serre à partir des nouvelles projections climatiques de référence DRIAS-2020. Ils sont consultables sur un site dédié publié par Météo-France en novembre 2022.

## Urbanisme

### Typologie
Au 1er janvier 2024, Brachay est catégorisée commune rurale à habitat très dispersé, selon la nouvelle grille communale de densité à sept niveaux définie par l'Insee en 2022.
Elle est située hors unité urbaine et hors attraction des villes,.

### Occupation des sols
L'occupation des sols de la commune, telle qu'elle ressort de la base de données européenne d’occupation biophysique des sols Corine Land Cover (CLC), est marquée par l'importance des forêts et milieux semi-naturels (54,6 % en 2018), une proportion identique à celle de 1990 (54,6 %). La répartition détaillée en 2018 est la suivante : 
forêts (54,4 %), terres arables (28,2 %), prairies (17,2 %), milieux à végétation arbustive et/ou herbacée (0,1 %). L'évolution de l’occupation des sols de la commune et de ses infrastructures peut être observée sur les différentes représentations cartographiques du territoire : la carte de Cassini (XVIIIe siècle), la carte d'état-major (1820-1866) et les cartes ou photos aériennes de l'IGN pour la période actuelle (1950 à aujourd'hui).

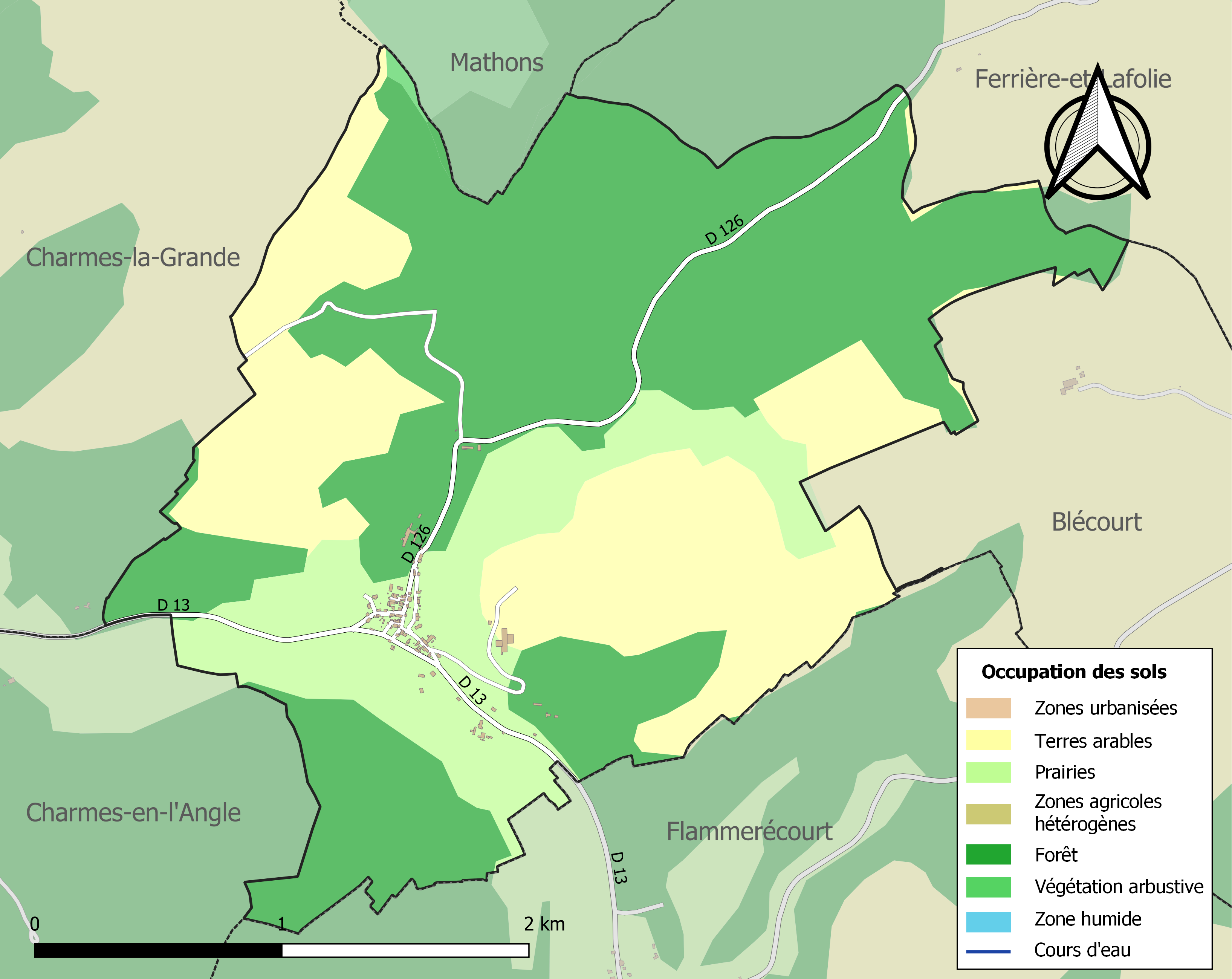
Carte des infrastructures et de l'occupation des sols de la commune en 2018 (CLC).

## Toponymie
Le nom de la localité est attesté sous les formes In pago Blesensi, in villa Brachei (760) ; Bracheium (IXe siècle) ; Brachi (vers 1172) ; Braché (1228) ; Brachei (1264) ; Brachey (1323) ; Brachay (1690).

## Histoire

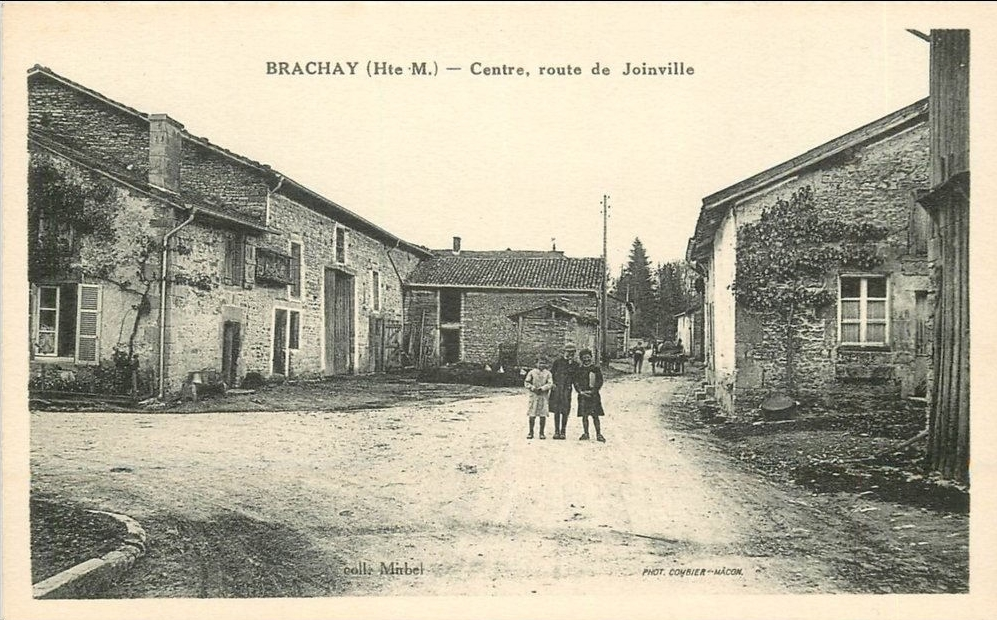
Carte postale du village vers 1910.

## Politique et administration

### Tendances politiques et résultats
Le Front national domine la vie politique locale à toutes les élections. Lors du premier tour de l'élection présidentielle de 2007, Brachay fut la deuxième commune de France à avoir le plus voté en faveur de Jean-Marie Le Pen, après Veney. Son score dans la commune fut de 52,27 %, Philippe de Villiers y réalisant 6,82 %. À l'élection présidentielle de 2012, lors du premier tour, Marine Le Pen y a réalisé son meilleur score avec 72 % des voix. Aux élections européennes de 2014, la liste frontiste emporte 84 % des suffrages (avec 22 voix), et aucune voix ne se porte ni sur l'UMP ni sur le PS. A nouveau, lors de l'élection présidentielle de 2017, lors du premier tour, Marine Le Pen, y réalise son meilleur score avec 83,72 % des voix. Au second tour  c'est un record : 90,24 % (37 votes sur 41 exprimés, 7 abstentions et 1 blanc).
Ainsi, pour le journal Le Monde, Brachay est une « vitrine malgré elle » du Front national. Le village accueille un meeting de Marine Le Pen pour l'élection présidentielle de 2012. Quatre cents personnes assistent au meeting, soit sept fois la population du village, ainsi que vingt journalistes. Le maire du village déclare à Libération : « L’immigration, on ne va pas tourner autour du pot, c’est le problème ». De 2012 à 2017, Marine Le Pen vient y prononcer son discours de rentrée chaque année. Son discours du 3 septembre 2016 lance sa campagne présidentielle de 2017. Elle le prononce devant plusieurs milliers de personnes.

### Liste des maires
| Période                                  | Période  | Identité        | Étiquette  | Qualité |
| ---------------------------------------- | -------- | --------------- | ---------- | ------- |
| Les données manquantes sont à compléter. |          |                 |            |         |
| mars 2001                                | En cours | Gérard Marchand | FN puis LP |         |

## Population et société

### Démographie
L'évolution du nombre d'habitants est connue à travers les recensements de la population effectués dans la commune depuis 1793. Pour les communes de moins de 10 000 habitants, une enquête de recensement portant sur toute la population est réalisée tous les cinq ans, les populations de référence des années intermédiaires étant quant à elles estimées par interpolation ou extrapolation. Pour la commune, le premier recensement exhaustif entrant dans le cadre du nouveau dispositif a été réalisé en 2008.

En 2022, la commune comptait 62 habitants, en évolution de +6,9 % par rapport à 2016 (Haute-Marne : −4,62 %, France hors Mayotte : +2,11 %).
| 1793 | 1800 | 1806 | 1821 | 1831 | 1836 | 1841 | 1846 | 1851 |
| ---- | ---- | ---- | ---- | ---- | ---- | ---- | ---- | ---- |
| 238  | 258  | 274  | 299  | 318  | 326  | 335  | 339  | 337  |

| 1856 | 1861 | 1866 | 1872 | 1876 | 1881 | 1886 | 1891 | 1896 |
| ---- | ---- | ---- | ---- | ---- | ---- | ---- | ---- | ---- |
| 309  | 314  | 314  | 306  | 316  | 281  | 265  | 359  | 329  |

| 1901 | 1906 | 1911 | 1921 | 1926 | 1931 | 1936 | 1946 | 1954 |
| ---- | ---- | ---- | ---- | ---- | ---- | ---- | ---- | ---- |
| 314  | 164  | 141  | 119  | 110  | 138  | 141  | 181  | 163  |

| 1962 | 1968 | 1975 | 1982 | 1990 | 1999 | 2006 | 2008 | 2013 |
| ---- | ---- | ---- | ---- | ---- | ---- | ---- | ---- | ---- |
| 129  | 152  | 136  | 77   | 74   | 62   | 60   | 59   | 55   |

| 2018 | 2022 | - | - | - | - | - | - | - |
| ---- | ---- | - | - | - | - | - | - | - |
| 63   | 62   | - | - | - | - | - | - | - |

## Culture locale et patrimoine

### Lieux et monuments
- L'église de Brachay

### Personnalités liées à la commune
- Philippe Lebon, inventeur du gaz d'éclairage, né à Brachay en 1767.

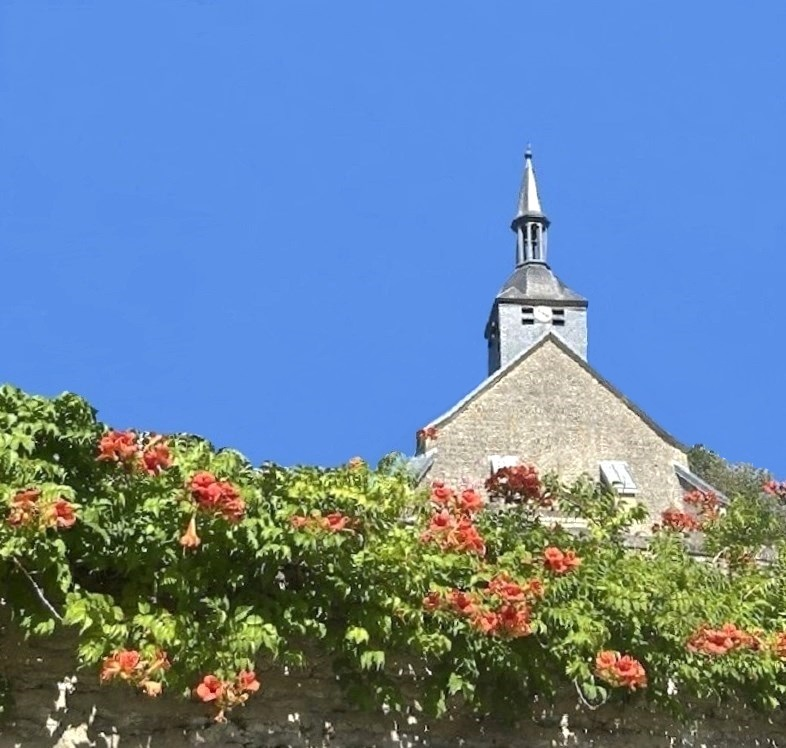
L'église
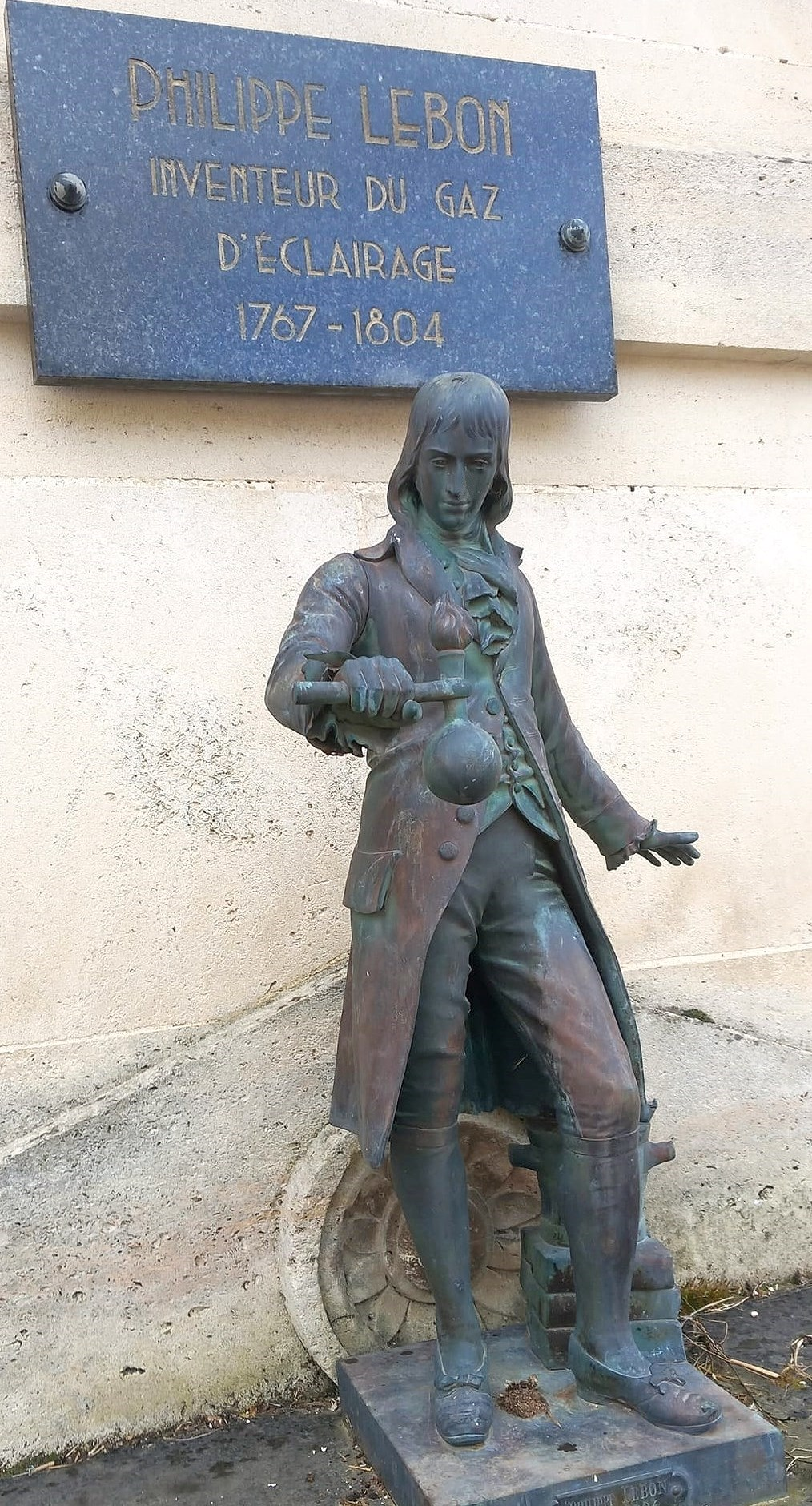
Philippe Lebon
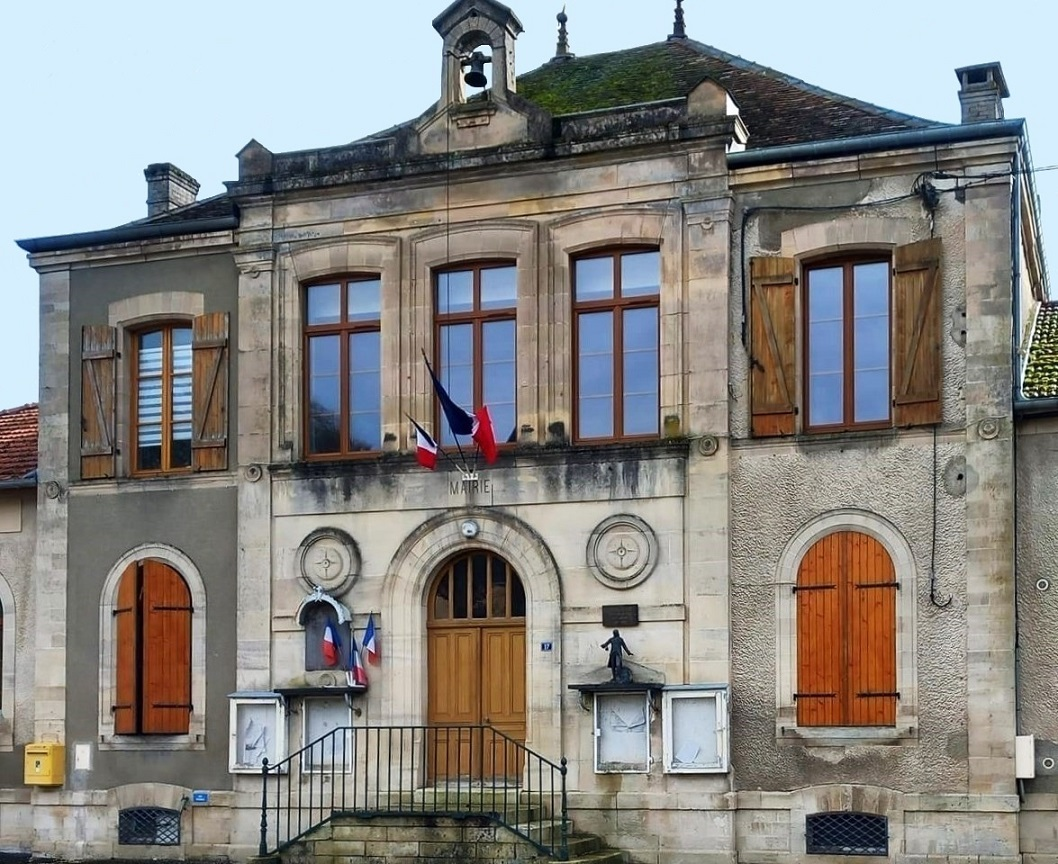
La mairie
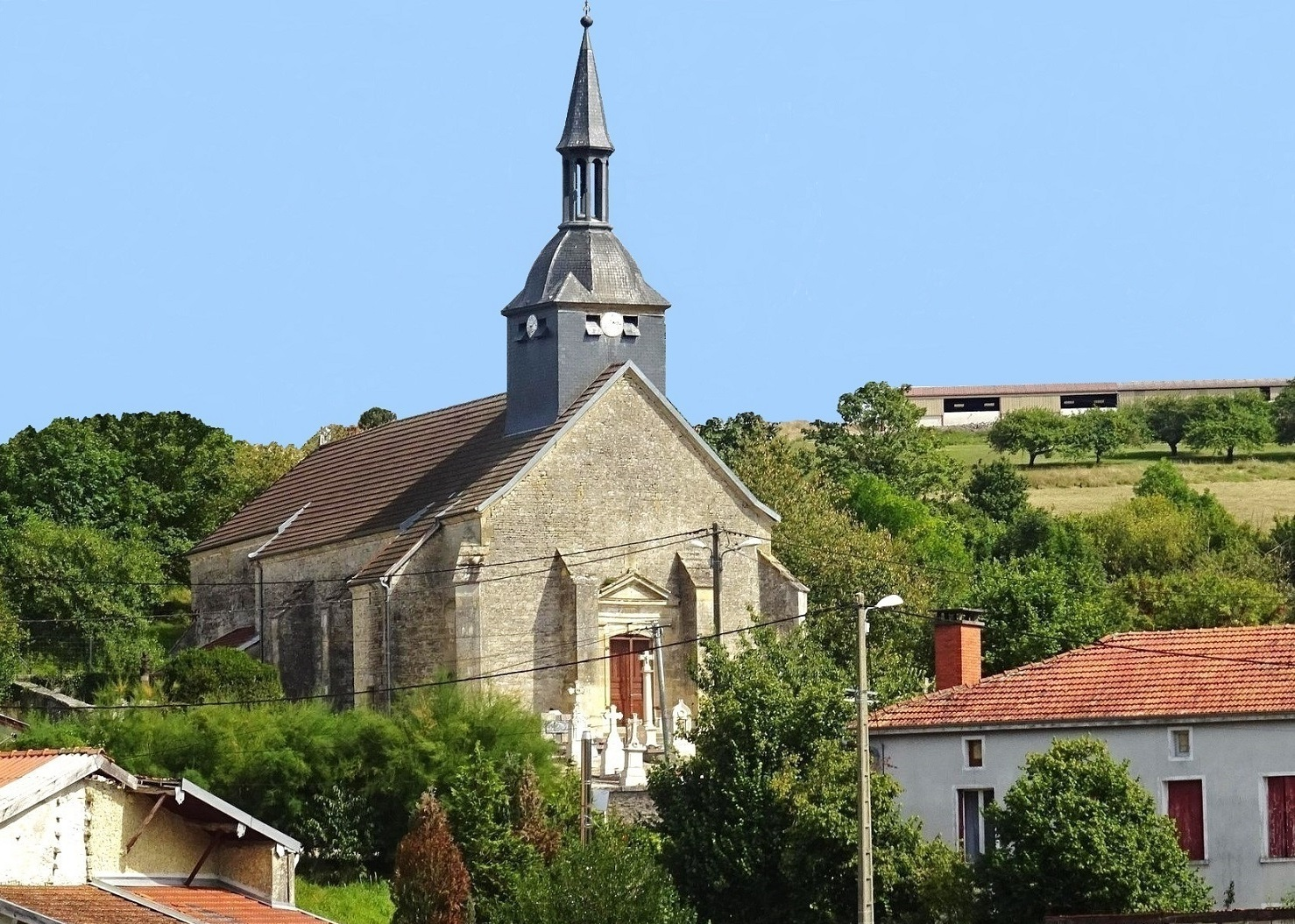
vue générale de Brachay